# Сокулка (гміна)
Гміна Сокулка (пол. Gmina Sokółka) — місько-сільська гміна у східній Польщі. Належить до Сокульського повіту Підляського воєводства.
Станом на 31 грудня 2011 у гміні проживало 26589 осіб.

## Територія
Згідно з даними за 2007 рік площа гміни становила 313.62 км², у тому числі:
- орні землі: 70.00%
- ліси: 20.00%

Таким чином, площа гміни становить 15.27% площі повіту.

## Населення
Станом на 31 грудня 2011:
| Опис     | Загалом | Загалом | Чоловіки | Чоловіки | Жінки | Жінки |
| -------- | ------- | ------- | -------- | -------- | ----- | ----- |
| одиниця  | осіб    | %       | осіб     | %        | осіб  | %     |
| все      | 26589   | 100     | 12986    | 48.84    | 13603 | 51.16 |
| міське   | 18991   | 100     | 9148     | 48.17    | 9843  | 51.83 |
| сільське | 7598    | 100     | 3838     | 50.51    | 3760  | 49.49 |

## Сусідні гміни
Гміна Сокулка межує з такими гмінами: Кузьниця, Сідра, Супрасль, Чарна-Білостоцька, Шудзялово, Янув.